# Christine Laser
Christine Laser (dekliški priimek Bodner), nemška atletinja, * 19. marec 1951, Mattstedt, Vzhodna Nemčija.
Nastopila je na poletnih olimpijskih igrah v letih 1972, 1976 in 1980, leta 1976 je osvojila srebrno medaljo v peteroboju, leta 1972 pa četrto mesto. 